# Paul Dorn (Sänger)

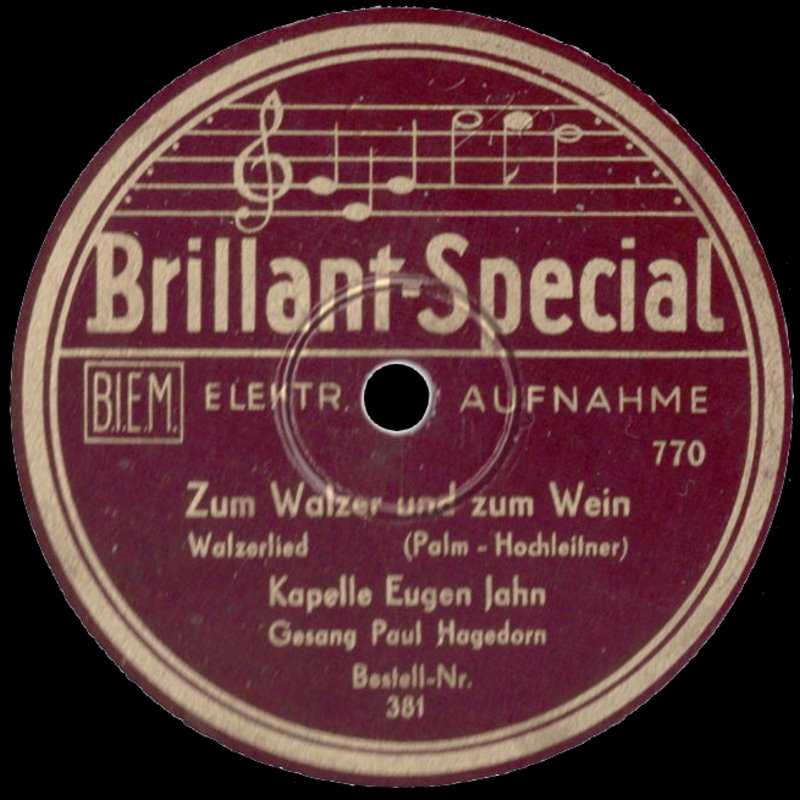
Zum Walzer und zum Wein - Walzerlied, Kapelle: Eugen Jahn, Gesang: Paul Hagedorn ~1939

Paul Kurt Dorn (* 17. März 1905 in Stötteritz; † wahrscheinlich am 29. März 1945 in der Nähe von Danzig) war ein deutscher Refrainsänger.

## Leben
Paul Dorns Vater Paul Dorn (Senior) war zunächst Telegrafist, später Beamter bei der Post. Paul Dorn lernte Violine, spielte aber auch gelegentlich Schlagzeug in Leipziger Musikkapellen und sang. 1930 heiratete er in Leipzig die Musikerin Elisabeth Willmann; aus der Ehe gingen zwei Kinder hervor. Dorn lebte mit seiner Familie zunächst in Berlin, dann in Teltow.
Ende 1939/Anfang 1940 wurde Paul Dorn zur Wehrmacht eingezogen, wo er in der Truppenbetreuung zum Einsatz kam. Im weiteren Kriegsverlauf, wohl nach seinem letzten Heimaturlaub 1942, wurde Paul Dorn nach Russland abkommandiert. Im Frühjahr 1945 hielt sich Paul Dorn als Soldat in Danzig auf. Hier starb er vermutlich Ende März 1945 bei der Bombardierung Danzigs und wurde wohl von einem polnischen Pfarrer beerdigt. Die Familie wurde von der Wehrmacht nie über den Tod informiert; der genaue Todeszeitpunkt sowie die Grabstätte von Paul Dorn sind nicht bekannt.

## Karriere
Dorns Karriere begann Anfang der 1930er Jahre in Berlin. Von da an betätigte er sich als Studiosänger bei Schallplattenaufnahmen von Berliner Tanzorchestern für nahezu alle damals bekannten Plattenmarken, bisweilen auch unter seinem vollständigen Namen oder unter verschiedenen Pseudonymen (Heinz Günther, Heinz Larsen, Paul Hagedorn, Paul Korn u. a.).  Er hatte ein Rundfunkengagement am Berliner Sender, sowie Schallplattenverträge u. a. bei Electrola, Telefunken, Kristall, Ultraphon und Deutsche Grammophon.
In verschiedenen Berliner Adressbüchern der Jahre 1931–1935 wird er als Musiker, u. a. mit einer Adresse in Berlin-Steglitz aufgeführt. Dorn spielte 1932/1933 wohl, gemeinsam mit Kurt Drabek, in der Musikkapelle von Adolf Ginsburg im Café Berlin als Schlagzeuger; außerdem trat er in Ginsburgs Ensemble als Sänger auf. In einer Visitenkarte, die wohl aus dem Buch Künstler des Reichrundfunks. Ein Handbuch für Theater, Film und Kleinkunst. (1937/38) stammt, wird die Adresse Dorns mit „Zehlendorfer Damm 113a,  Berlin-Zehlendorf-Mitte“, angegeben.
Dorn arbeitete auch als Sänger und Synchronsänger für Tonfilme, u. a. für Sein Scheidungsgrund (1931; Ufa), Der bebende Berg (1931; National-Film), und Mal was anderes (National-Film). In einem Künstlerverzeichnis, das wohl Anfang der 1930er Jahre erschien, findet sich ein Eintrag Dorns als „Tonfilmsänger; Stimmgattung: Lyrischer Tenor“.
Die Zahl der Aufnahmen mit Dorn geht in die Hunderte. Er war neben Erwin Hartung und Eric Helgar als Refrainsänger einer der meistbeschäftigten Interpreten populärer Musik in der Weimarer Republik und in der Zeit des Nationalsozialismus. Ende der 1930er Jahre ließ Dorns Erfolg jedoch nach, da sein dem Weimarer Caféhausorchester entspringender Gesangsstil, der sich unter anderem durch Nasalität und Hervorkehrung des r auszeichnete, unmodern wurde. Zunehmend traten andere Interpreten, wie Rudi Schuricke und Horst Winter, an Dorns Stelle. Die letzten bekannten Aufnahmen mit Paul Dorn mit dem Orchester Fud Candrix entstanden im Juni 1942 während eines Fronturlaubs von Paul Dorn in Berlin. Nachkriegsaufnahmen mit ihm sind nicht überliefert.
Meist wurde Paul Dorn nur als Refrainsänger genannt oder blieb anonym; solistische Aufnahmen mit ihm liegen nur vereinzelt vor, u. a. das Lied Wer hat euch erdacht, ihr süßen Frau’n? aus der Operette Gräfin Mariza, eine Aufnahme aus dem Jahr 1932.
Trotz seiner offenbar erheblichen Breitenwirkung liegen Dorns künstlerischer Werdegang und seine Lebensumstände bis heute weitgehend im Dunkeln.

## Aufnahmen
- mit dem Orchester Mitja Nikisch: Eine Liebelei so nebenbei, aus dem Film Einbrecher (1931)
- mit dem Tanzorchester Oscar Joost: Heute Nacht oder nie aus dem Film Das Lied einer Nacht (1932)[3]
- mit dem Tanzorchester Oscar Joost: Gnädige Frau, komm' und spiel' mit mir, aus dem Film Quick – König der Clowns (1932)[4]
- mit der Kapelle Willi Metschke: Grüß mir die Heimat mit dem Herkules (1932)[5]
- mit dem Tanzorchester Egon Kaiser: An einem Tag im Frühling aus dem Film Viktor und Viktoria (1933)[6]
- mit der Kapelle Eugen Jahn: Ob blond, ob braun, ich liebe alle Frauen (1935)
- mit dem Orchester Egon Kaiser: Wenn zwei Herzen in Liebe sich gefunden (1938)
- mit dem Erhard Bauschke Tanz-Orchester: Sommer, See und Sonnenschein (1937)[7]